# Jena Hansen
Jena Mai Hansen (* 10. Dezember 1988 in Holbæk) ist eine dänische Seglerin.

## Erfolge
Jena Hansen nahm an den Olympischen Spielen 2016 in Rio de Janeiro mit Katja Salskov-Iversen in der Bootsklasse 49erFX teil. Im abschließenden medal race waren die beiden Däninnen eines von vier Booten, die die vier Topplatzierungen unter sich ausmachten. Mit einem dritten Platz sicherten sich Hansen und Salskov-Iversen hinter Martine Grael und Kahena Kunze sowie Molly Meech und Alex Maloney die Bronzemedaille. 
Bei Weltmeisterschaften wurde sie mit Katja Salskov-Iversen im Jahr darauf in Porto Weltmeisterin. Darüber hinaus gewann sie mit Salskov-Iversen von 2013 bis 2015 dreimal die Silbermedaille, ehe die beiden 2016 Europameisterinnen wurden.